# ブルゴーニュ派
ブルゴーニュ派（仏：Bourguignons）は、百年戦争期のフランスに存在した派閥である。フランス王家ヴァロワ家の分家でブルゴーニュ公国を治めるヴァロワ＝ブルゴーニュ家を首領とする派閥で、フランスの主導権を巡りアルマニャック派と争った。

## 経過

### 起源
1392年にフランス王シャルル6世が発狂して統治不能になると、弟のオルレアン公ルイと叔父のブルゴーニュ公フィリップ2世（豪胆公）が政治の実権を握ろうと争った。豪胆公の存命中はまだ宮廷内の争いに止まっていたが、1404年に豪胆公が亡くなり後を継いだ息子のジャン1世（無怖公）が1407年にオルレアン公を暗殺すると事態が悪化、オルレアン公位を継いだ遺児シャルルと舅のアルマニャック伯ベルナール7世、ベリー公ジャン1世らがジアン同盟（アルマニャック派）を結成して無怖公と全面衝突した。
ブルゴーニュ派は無怖公と姻戚関係にあるヴィッテルスバッハ家・ナバラ王カルロス3世など外国の王族が味方していた。また、無怖公はたびたびアルマニャック派の腐敗を攻撃、政治改革を要求してパリ市民の支持を得ていたため、屠殺業者シモン・カボシュ（シモン・ル・クートリエ）やパリ大学がブルゴーニュ派になり、彼らの支持と自らの軍事力で無怖公はパリを支配下に収めていた。

### イングランドとの協力体制
1411年7月に始まった内戦は、初めイングランドの支援を受けた無怖公が優勢で、10月にパリを奪いシャルル6世と王妃イザボー、ルイ王太子を手中に収め宮廷を確保した。ところが、1413年4月にカボシュやパリ大学のピエール・コーションがパリ市民を扇動して暴動を起こし、国王側近が多数処刑されると（カボシュの反乱）、国王・王太子の救援に応じてアルマニャック派がパリを制圧しカボシュ・コーションらは追放、市民の統制に失敗した無怖公も8月に領地のフランドルへ退去した。アルマニャック派は反撃に出てブルゴーニュ派の都市を落としていったが、イングランドの脅威が迫っていたため翌1414年9月にブルゴーニュ派と和睦した。この間、何度か両派は和睦と再戦を繰り返し、アルマニャック派が結び直したイングランドの同盟もいつのまにか破られていた。
1415年、イングランド王ヘンリー5世がフランス遠征を開始、迎え撃ったアルマニャック派は10月のアジャンクールの戦いで大敗、オルレアン公を含む多くの幹部が戦死か捕虜となる大打撃を受けた。無怖公は戦闘前に対イングランドへ向け援軍を出そうとしたが、アルマニャック派に拒否されたため中止、1416年にイングランドと休戦協定を結び、翌1417年にノルマンディーをイングランド軍が征服していくのを尻目に、アルマニャック派と対立してパリを出たイザボーを保護してパリ奪回を窺った。1418年5月にパリ市民がまたもや暴動を起こしアルマニャック伯を始めとする者達を1000人以上虐殺、無怖公は混乱に乗じて7月にパリ奪回を果たし、シャルル王太子（ルイ王太子の弟、後のシャルル7世）を取り逃がしたがフランス東部を制圧した。
しかし、イングランドがフランス征服を進めていくにつれ、無怖公は自領もイングランドに侵食されつつある状況に不安になり、王太子らアルマニャック派と和睦しようとした。だが、1419年に無怖公はアルマニャック派に暗殺され、後を継いだ息子のフィリップ3世（善良公）はイングランドと同盟を結び、1420年のトロワ条約締結に繋がった。1422年にヘンリー5世とシャルル6世が亡くなり、幼いヘンリー6世を君主とするイングランド・フランス二重王国が誕生するとブルゴーニュはイングランドの重要な同盟相手として扱われていたが、善良公本人はフランスとの戦争に消極的で、1424年からシャルル7世の姑ヨランド・ダラゴンと交渉してアルマニャック派と休戦、ヨランドが登用したアルテュール・ド・リッシュモン（姉マルグリットの夫）を通してアルマニャック派の強硬派を退け、フランスに歩み寄っていた。一方、イングランドとは北のネーデルラントを巡り不仲となり、ヘンリー6世の叔父のグロスター公ハンフリーがネーデルラントへ出兵したため迎撃、グロスター公の兄ベッドフォード公ジョン（妹アンヌの夫）の仲介で友好は保たれたが、善良公はイングランドへの不信を抱き続けた。

### アルマニャック派へ接近、和睦
1428年7月、デルフトの和約により、ネーデルラントの相続問題が終息し、善良公の相続が認められた。これを機にベッドフォード公は彼をフランス戦線へ引きずり出すためオルレアン包囲戦を敢行したが、翌1429年5月にジャンヌ・ダルクが包囲網を破り失敗、6月のパテーの戦いでも連敗してイングランドの権勢が揺らぐ結果に終わった。
それでも善良公はベッドフォード公の求めに応じ、1430年のコンピエーニュ包囲戦にリニー伯ジャン2世率いる援軍を派遣、この戦いで捕らえたジャンヌの引き渡し交渉をコーションが受け持ったが、この時点でも善良公はフランスとのあからさまな対立を避けるばかりか、1429年7月、8月に相次いで休戦協定を結び、将来の和睦に向けた予備交渉まで定めていった。
1432年にベッドフォード公に嫁いだアンヌが死去してイングランドとの姻戚関係が途切れ、翌1433年に一時宮廷から遠ざけられていたリッシュモンが権力を掌握するとブルゴーニュ派との和睦交渉が行われ、1434年12月から1435年2月にかけてヌヴェールで条件を具体化させた。7月に善良公の提案でイングランドも含めた三者交渉が始まったが、イングランドが途中で離脱したためフランスとブルゴーニュがヌヴェールで決めた条件を細かく定め、9月21日にアラスの和約が締結された。
以後ブルゴーニュ派とアルマニャック派の抗争は無くなり、一時イングランドとブルゴーニュの対立はあったが、1439年9月に休戦協定を結び、フランスからネーデルラント方面へ目を移した善良公はルクセンブルクを交渉と軍事介入で手に入れ、ブルゴーニュ公国の最盛期を迎えていった。